# バングラデシュ鉄道

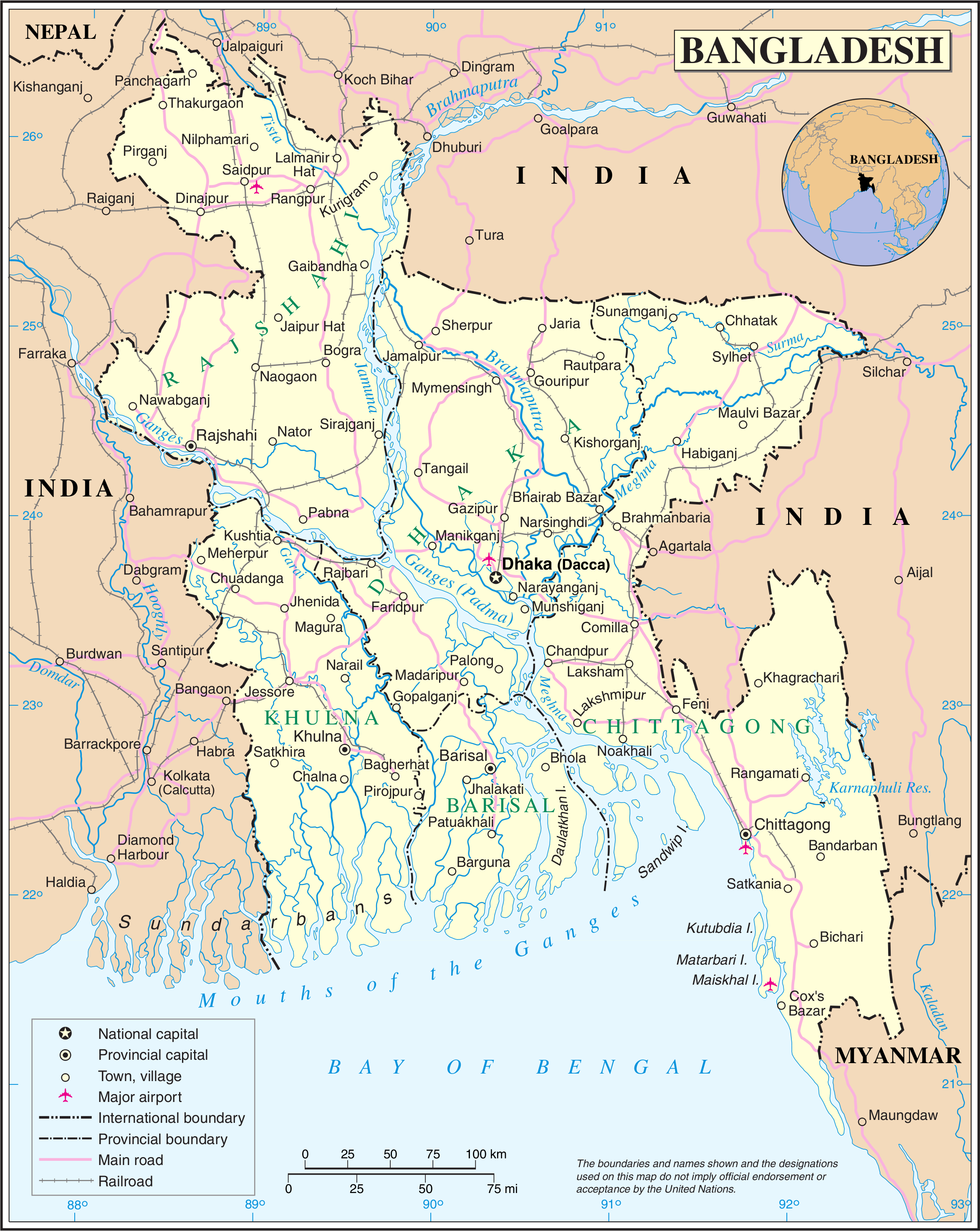
バングラデシュ鉄道路線網

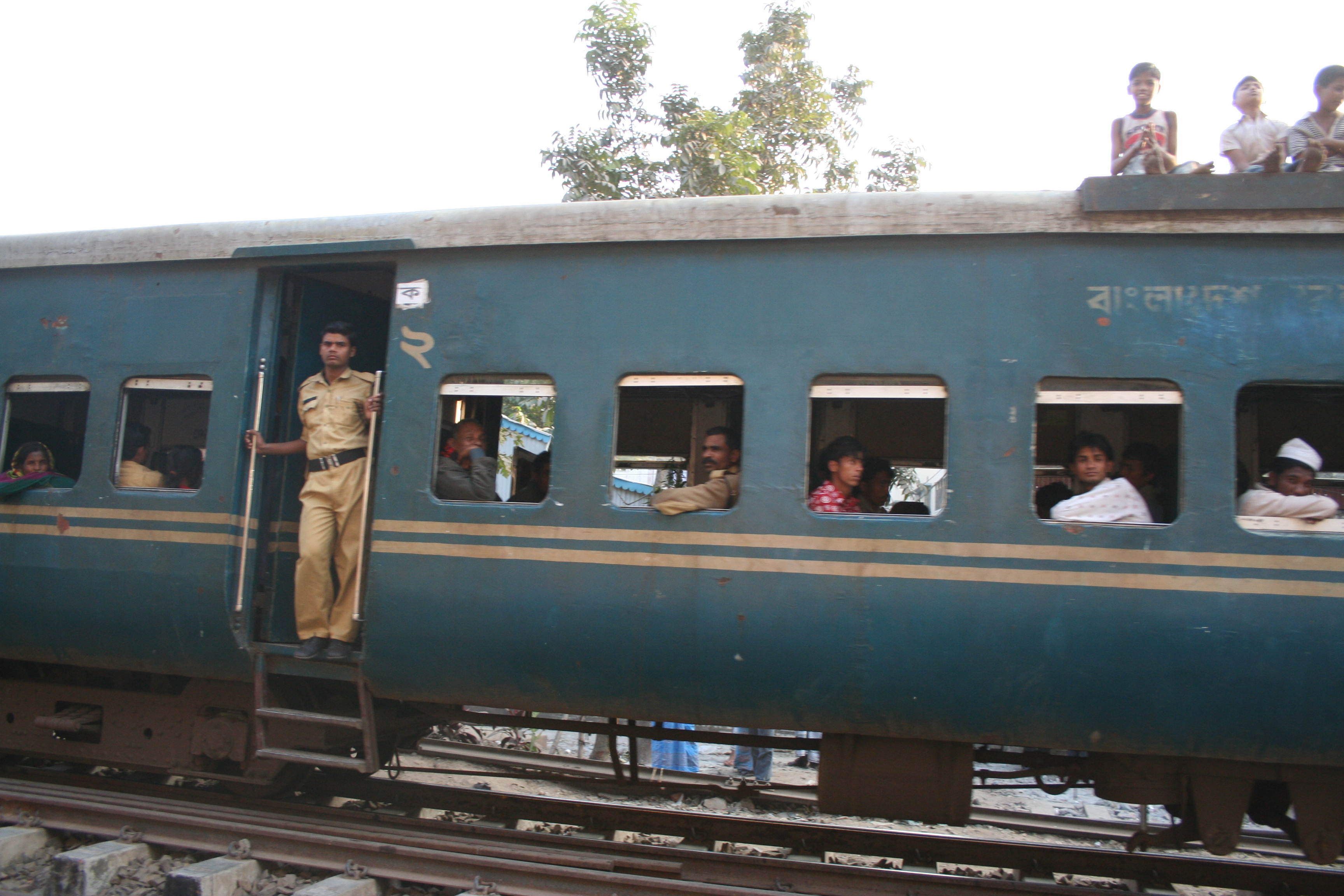
バングラデシュ鉄道の列車

バングラデシュ鉄道（バングラデシュてつどう、ベンガル語：বাংলাদেশ রেলওয়ে）は、バングラデシュの国有鉄道である。2005年現在、営業距離は2,706kmで1,676mmの広軌区間が西部で923km、メーターゲージの区間が中央部と東部の地域にかけて1,822kmで構成されている。軌間の違いによる直通運転の問題解決のため、重要な幹線区間などでは軌道が三線軌条化されている。

## 歴史
バングラデシュでの鉄道は1862年より創業している。1862年9月15日にドルショナ・Jagiti間に広軌の路線が開業した。続いて、1885年1月4日に14.98kmのメーターゲージの路線が開業している。1891年、アッサム・ベンガル鉄道がイギリス政府の援助により建設されるが、後にアッサム・ベンガル鉄道会社に移管される。1895年チッタゴン・コミッラ間149.89km、ラクシャム・チャンドプール50.89kmの2つのメーターゲージの区間が完成している。これらの区間の建設、運営のため19世紀後期にはイングランドで鉄道会社が設立された。バングラデシュ鉄道はほとんどの区間がイギリス設立のアッサム・ベンガル鉄道を継承し、1947年インドとの分割により、鉄道も分離された。バングラデシュにとって、鉄道は大量輸送機関として重要な役割を果たしている。バングラデシュ独立後の1972年に今日のバングラデシュ鉄道が設立されている。外国融資による鉄道の近代化やインドとの直通列車の復活など今後の輸送改善も計画されている。
現在では、ダッカ近郊が標準狭軌両対応になり、インドのコルカタへの直通列車も運転されるようになった。（2010年現在）